# Legiunea paraguayană

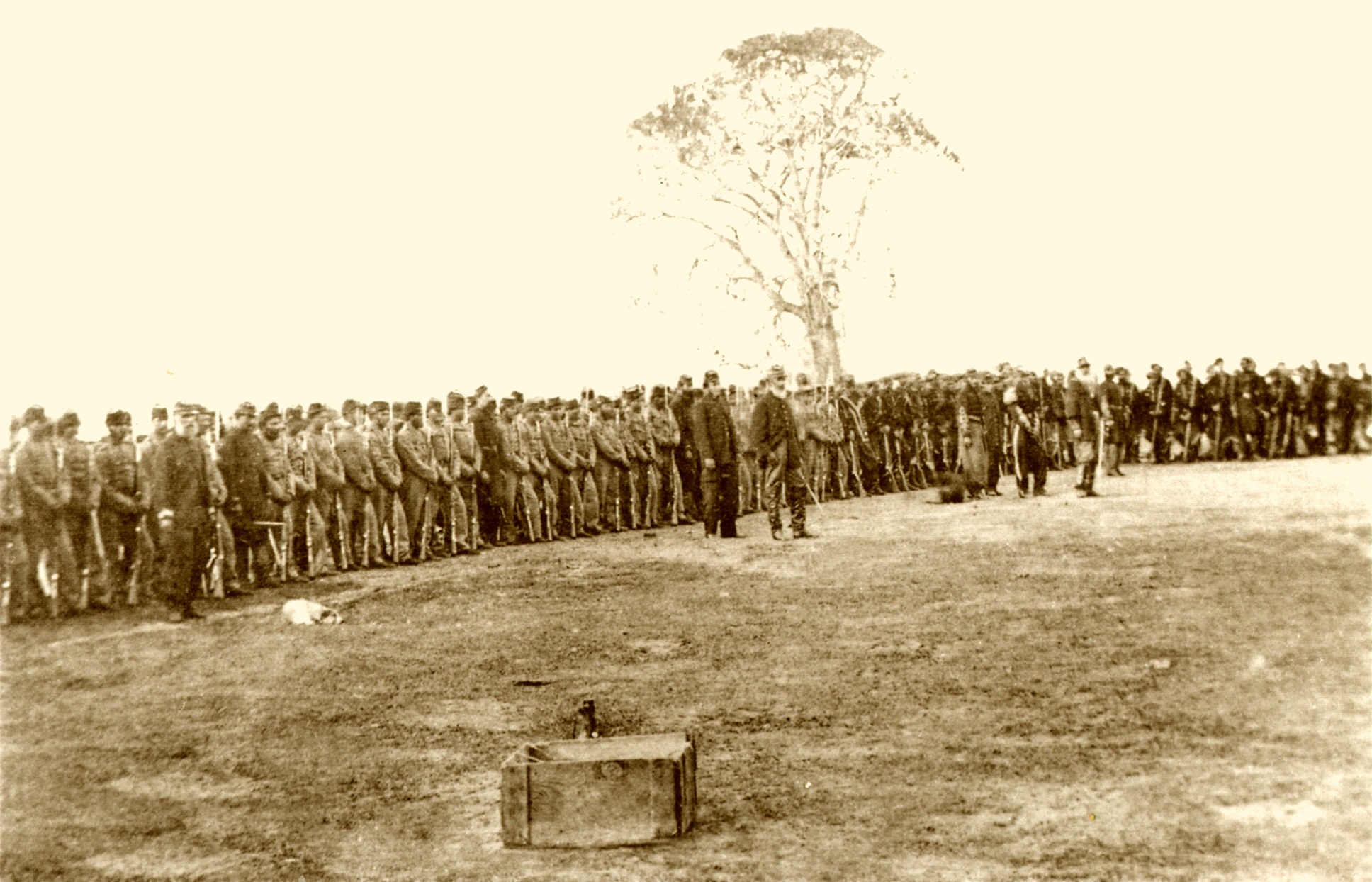
Legiunea paraguayană în 1866

Legiunea paraguayană a fost o unitate militară condusă de colonelul Juan Francisco Decoud și Fernando Iturburu, care s-a format în Argentina în timpul Războiului Paraguayului și a fost alcătuită în principal din exilați și oponenți ai regimului lui Francisco Solano López. Din cauza neîncrederii dintre aliații Argentina și Brazilia, Legiunea nu s-a dezvoltat niciodată într-o unitate de luptă puternică, întrucât brazilienii nu aveau încredere în această unitate creată de Argentina. Au început să lupte abia în martie 1869, dar sub steag paraguayan.
Legionarii au dominat scena politică în perioada liberală a primilor ani postbelici. Primul guvern provizoriu, Triumviratul din 1869, a inclus doi legionari Jose Diaz de Bedoya și Carlos Loizaga.
Legionarii politici s-au împărțit rapid în facțiunea Decoud și facțiunea Bareiro. Fracția Decoud a fost implicată în formarea Partidului Liberal în 1887. Foștii susținători și naționaliști ai lui Lopez care, în 1887, au înființat Partidul Colorado, s-au folosit de acest lucru pentru a-i înfățișa pe liberali ca rezultat al trădătorilor, în ciuda faptului că mulți semnatari ai manifestului fondării Partidului Colorado din 1887 erau și foști legionari.